# Episodi di The Mandalorian (prima stagione)
La prima stagione della serie televisiva The Mandalorian, composta da otto episodi, è stata pubblicata sul servizio di streaming Disney+ dal 12 novembre al 27 dicembre 2019. Il doppiaggio in italiano era già disponibile al momento della pubblicazione originale.
In Italia, il primo episodio è andato in onda in anteprima sull'emittente televisiva Italia 1 il 22 marzo 2020, mentre la stagione completa è stata distribuita da Disney+ dal 24 marzo al 1º maggio 2020.
Il cast principale di questa stagione è composto da Pedro Pascal.
| nº | Titolo originale           | Titolo italiano               | Pubblicazione    |
| -- | -------------------------- | ----------------------------- | ---------------- |
| 1  | Chapter 1: The Mandalorian | Capitolo 1: Il Mandaloriano   | 12 novembre 2019 |
| 2  | Chapter 2: The Child       | Capitolo 2: Il Bambino        | 15 novembre 2019 |
| 3  | Chapter 3: The Sin         | Capitolo 3: Il peccato        | 22 novembre 2019 |
| 4  | Chapter 4: Sanctuary       | Capitolo 4: Il rifugio        | 29 novembre 2019 |
| 5  | Chapter 5: The Gunslinger  | Capitolo 5: Il pistolero      | 6 dicembre 2019  |
| 6  | Chapter 6: The Prisoner    | Capitolo 6: Il prigioniero    | 13 dicembre 2019 |
| 7  | Chapter 7: The Reckoning   | Capitolo 7: La resa dei conti | 18 dicembre 2019 |
| 8  | Chapter 8: Redemption      | Capitolo 8: Redenzione        | 27 dicembre 2019 |

## Capitolo 1: Il Mandaloriano
- Titolo originale: Chapter 1: The Mandalorian
- Diretto da: Dave Filoni
- Scritto da: Jon Favreau

### Trama
Cinque anni dopo la caduta dell'Impero, un cacciatore di taglie mandaloriano, spesso chiamato "Mando", raccoglie una taglia in un bar dopo un breve combattimento sul pianeta ghiacciato Pagdon. Dopo, con la sua nave, la Razor Crest, va ad incontrare il suo leader della Gilda dei cacciatori di taglie, Greef Karga, sul pianeta Nevarro per ricevere il pagamento delle taglie raccolte; Mando è costretto ad accettare una paga dimezzata, rifiutandosi di accettare un pagamento in crediti imperiali, inoltre a Greef rimangono solo taglie poco pagate che non copriranno le spese di viaggio. Essendo Mando in cerca di una generosa ricompensa, Greef gli dà l'indirizzo di un misterioso cliente che ha un incarico speciale di cui vuole discutere i dettagli in privato. 
Il Cliente, che usa come guardie del corpo Stormtrooper imperiali e indossa simboli dell'Impero, dà al mandaloriano un vago obiettivo da portare ancora in vita, come specificato dal dottor Pershing, uno scienziato con tratti kaminoani. Le uniche informazioni che gli è consentito fornire sono un'età (50 anni) e l'ultima posizione nota, insieme ad un localizzatore. Il Cliente promette di premiare il cacciatore di taglie con una cassa di acciaio beskar, un raro metallo originario di Mandalore, che il suo popolo impiegava per forgiare le loro famose nonché resistentissime armature. Dopo aver ricevuto un lingotto di beskar come acconto, Mando si incontra in un nascondiglio (che ospita altri suoi simili) con l'Armaiola che scioglie il metallo per farne uno spallaccio. L'Armaiola afferma che il metallo è stato preso durante la cosiddetta "Grande purga", quando gli imperiali sterminarono la maggior parte dei mandaloriani ribelli, e che l'eccedenza sosterrà molti trovatelli. Mando se ne compiace, dal momento che anche lui era un trovatello.
Il mandaloriano raggiunge un pianeta deserto (Arvala-7) e incontra un nativo di nome Kuiil (tecnico e coltivatore di umidità ugnaught) che vuole aiutarlo in modo che possa sbarazzarsi dei criminali che ora abitano nell'area. Egli gli insegna a cavalcare un blurrg, poiché non ci sono veicoli a velocità terrestre che possano attraversare l'area, e lo manda dove si trova la sua ricompensa. Raggiunto il nascondiglio, Mando è costretto a unirsi al droide cacciatore IG-11, anch'esso appartenente alla Gilda. I due riescono a liberare l'intera struttura dalle guardie nikto e scoprono che il ricercato è una creaturina verde dalle grandi orecchie, apparentemente un bambino della stessa specie di Yoda. IG-11 ha intenzione di ucciderlo, ma il mandaloriano spara al droide in testa per proteggere il Bambino e la sua ricompensa.
- Durata: 39 minuti
- Interpreti comprimari: Carl Weathers (Greef Karga), Werner Herzog (Il Cliente), Omid Abtahi (Dottor Pershing), Nick Nolte (Voce originale di Kuiil)[N 2], Taika Waititi (Voce originale di IG-11)[N 3].
- Guest star: John Beasley (Barista), Horatio Sanz (Mythrol), Tait Fletcher (Perscatore alpha), Ryan Watson (Perscatore beta), Dmitrious Bistrevsky (Perscatore di Quarren), Christopher Bartlett (Traghettatore), Brian Posehn (Pilota dello speeder), Emily Swallow (Armaiola).
- Ascolti Italia: telespettatori 1 091 000 – share 6,30%[7]
- Riconoscimenti: vincitore di due Primetime Creative Arts Emmy Awards: migliore scenografia per un programma narrativo con episodi di mezz'ora o meno e miglior montaggio audio per una serie commedia o drammatica con episodi di mezzora e d'animazione.[8]

## Capitolo 2: Il Bambino
- Titolo originale: Chapter 2: The Child
- Diretto da: Rick Famuyiwa
- Scritto da: Jon Favreau

### Trama

Il Bambino in una scena dell'episodio

Mentre ritorna sulla sua nave a piedi con il bambino al seguito, il Mandaloriano cade in una imboscata tesa da un trio di guerrieri trandoshan. Uno di loro viene disintegrato nel tentativo di uccidere il bambino, rivelando un localizzatore simile a quello del cacciatore di taglie: ne consegue che erano anche loro sulle tracce della creatura. Quella notte, mentre riposa e cura le sue ferite, Mando nota che il bambino è uscito dalla sua capsula e sembra voler allungare la mano verso il suo braccio ferito ma il cacciatore lo rimette nella capsula a dormire. Il giorno dopo, al ritorno alla sua nave, Mando trova un numeroso gruppo di jawa impegnati a disassemblarla per ottenerne le parti. Dopo una breve sparatoria, i jawa si ritirano nel loro sandcrawler; Mando si lancia all'inseguimento arrampicandosi sul mezzo ma i jawa lo stordiscono con una raffica di blaster ionici.
Con la nave spogliata e inutilizzabile, Mando s'incammina fino alla fattoria di Kuiil, il quale lo convince, a malincuore, a trattare con i jawa. Come accordo, per riottenere le parti della sua nave, viene incaricato del recupero di un misterioso Uovo. Il Mandaloriano individua la tana contenente l'uovo, dove si scontra con una grande bestia cornuta, il mudhorn, che lo lancia e lo percuote all'aperto. Con le sue armi inefficaci e la sua armatura gravemente danneggiata dalla bestia, Mando è sul punto di soccombere, ma il bambino usa la Forza per sollevare la bestia, permettendogli di pugnalarlo e ucciderlo. Mando consegna l'Uovo ai jawa, che lo aprono e ne mangiano il contenuto. Lui e Kuiil riparano la nave, dopodiché Kuiil rifiuta l'offerta di unirsi al cacciatore di taglie come membro dell'equipaggio, preferendo non servire più nessun padrone, ma vivere invece in pace nella sua valle. Dopo essersi separato come amico, il Mandaloriano riparte sulla sua nave e il bambino si sveglia per la prima volta dopo il breve ma estenuante uso della Forza. 
- Durata: 31 minuti
- Interpreti comprimari: Nick Nolte (Voce originale di Kuiil)[N 2].
- Guest star: Stephen Jackson Powers Jr. (Capo dei jawa).
- Riconoscimenti: vincitore di due Primetime Creative Arts Emmy Awards: migliori effetti speciali e visivi e miglior missaggio audio per una serie commedia o drammatica con episodi di mezz'ora e d'animazione. Candidato per un Primetime Creative Arts Emmy Award: miglior montaggio video per una serie drammatica single-camera.[8]

## Capitolo 3: Il peccato
- Titolo originale: Chapter 3: The Sin
- Diretto da: Deborah Chow
- Scritto da: Jon Favreau

### Trama
Il Mandaloriano torna a Nevarro e consegna il bambino al Cliente chiedendogli cosa intenda farne, ma questi si rifiuta di rivelarlo, ribadendo che il codice della Gilda dei cacciatori di taglie impedisce che vengano fatte domande. L'ex imperiale gli consiglia di dimenticare il lavoro dopo avergli dato una paga senza precedenti: un'enorme quantità di acciaio Beskar (20 lingotti). Mando allora si congeda prima che possa scoppiare un possibile conflitto.
Il cacciatore ritorna quindi al nascondiglio e va dall'Armaiola per farsi forgiare un'armatura nuova, per ovviare ai seri danni causati dal mudhorn. L'Armaiola si offre di fabbricarla, e inoltre di applicare come sigillo personale proprio il mudhorn. Mando però rifiuta il sigillo poiché l'ha ucciso senza onore, ed è stato "aiutato da un nemico". Al posto del sigillo l'Armaiola usa parte dell'eccesso di Beskar per forgiare dei "sibilanti" per potenziare l'equipaggiamento dell'armatura e il restante lo fa assegnare ai trovatelli. Paz Vizsla, un altro Mandaloriano che vive all'interno del nascondiglio, rimprovera Mando per aver lavorato con ex agenti dell'Impero, che sono responsabili della loro situazione attuale. L'Armaiola placa la rissa ricordando loro la "Via di Mandalore": una volta presa si diventa sia cacciatore che preda. Durante la forgiatura, le scintille e il rumore della fucina riporta alla mente dei flashback al Mandaloriano riguardanti la sua infanzia, di quando la sua famiglia fu attaccata da dei Droidi da battaglia dei Separatisti, e fu nascosto in un seminterrato.
Mando ritorna da Greef Karga per la sua prossima taglia, attirando con la nuova armatura l'attenzione e l'invidia di tutti, e apprende che tutti i membri della gilda avevano un localizzatore per il bambino. Congratulandosi con lui per aver compiuto ciò che gli altri hanno fallito, Greef rivela di aver ricevuto anche lui del Beskar per la riuscita cattura. Greef lo implora di riposare un po', ma il Mandaloriano insiste per accettare un altro lavoro. Mando chiede a Greef se ha idea di cosa il Cliente abbia intenzione di fare con il bambino, ma Greef dice di non aver chiesto perché sarebbe contro il codice della Gilda, e lo esorta a dimenticarsene. Mando inizia a preparare la sua nave per partire per un nuovo incarico, ma all'ultimo momento cambia idea e decide di tornare indietro a salvare il bambino.
Mentre esplora l'area, intercetta una conversazione tra il Cliente e il Dottor Pershing, e apprende che intendono uccidere e dissezionare il bambino. Il Mandaloriano si infiltra nel nascondiglio, elimina molti Stormtrooper e salva il bambino che era stato tenuto in vita su richiesta di Pershing, il quale viene risparmiato. Nel frattempo, mentre stava ritornando alla sua nave, la taglia sul bambino si riapre e il Mandaloriano viene attaccato da Karga e dagli altri cacciatori di taglie della Gilda, i cui localizzatori sono stati riattivati quando ha salvato il bambino. Gli viene intimato di consegnarlo, ma lui si rifiuta e scoppia uno scontro a fuoco. Nonostante riesca ad eliminarne parecchi, il Mandaloriano si ritrova in inferiorità numerica e con le spalle al muro, ma inaspettatamente viene salvato dai suoi compagni Mandaloriani, che però perdono la segretezza del nascondiglio. Alla fine, riesce a raggiungere la sua nave dove però Karga gli tende un agguato e gli dà un'ultima possibilità di arrendersi, Mando però lo coglie alla sprovvista e gli spara, facendolo cadere dall'astronave. Mentre il Mandaloriano fugge dal pianeta, Greef si rivela essere ancora vivo, poiché il Beskar nella sua giacca lo aveva protetto dallo sparo. Durante il decollo, Paz Vizsla vola accanto alla nave di Mando grazie al suo jet pack e lo saluta. Intanto il bambino allunga la sua mano ai controlli della nave, pertanto il Mandaloriano svita una manopola di controllo con cui aveva rimproverato il bambino per averci giocato all'inizio dell'episodio e gliela lascia cadere in mano.
- Durata: 35 minuti
- Interpreti comprimari: Werner Herzog (Il Cliente), Omid Abtahi (Dottor Pershing), Carl Weathers (Greef Karga).
- Guest star: Emily Swallow (Armaiola).
- Cameo: Jon Favreau (Voce originale di Paz Vizsla).
- Riconoscimenti: candidato a un Primetime Creative Arts Emmy Award: migliori costumi fantasy / fantascientifici.[8]

## Capitolo 4: Il rifugio
- Titolo originale: Chapter 4: Sanctuary
- Diretto da: Bryce Dallas Howard
- Scritto da: Jon Favreau

### Trama
All'inizio dell'episodio ci è mostrata una scena di pesca in una fattoria di Krill sul pianeta Sorgan. La comunità di pescatori scappa poi terrorizzata sentendo dei potenti colpi provenienti dalla foresta, seguiti dall'arrivo di un gruppo di predoni provenienti da Klatooine che rubano il raccolto. Contemporaneamente il Mandaloriano, che ormai si comporta quasi come un padre per il bambino, si avvicina al pianeta, considerato tranquillo, con l'intenzione di fermarsi per un paio di mesi. Arrivati in un bar all'aperto il Mandaloriano nota una donna sospetta, e la raggiunge seguendo le sue orme con gli infrarossi, finché lei lo attacca. All'arrivo del bambino i due si riappacificano e si scopre che lei è Cara Dune, un ex membro delle truppe da sbarco dell'Alleanza Ribelle, ora in "pensione", che pensava che Mando facesse ancora parte della Gilda. Poiché Cara sostiene che non possono nascondersi entrambi sullo stesso pianeta, il Mandaloriano si accinge a partire, quando viene fermato da due contadini della fattoria di Krill che chiedono aiuto contro i briganti. Inizialmente Mando rifiuta per la scarsa ricompensa, ma quando si rende conto di poter usare la fattoria isolata come nascondiglio accetta e, col denaro offertogli, assolda anche Cara.
Arrivati alla fattoria, il bambino inizia a giocare con i bambini della comunità e il Mandaloriano racconta ad Omera, una madre vedova del villaggio, di non essersi tolto l'elmo davanti a qualcuno da quando era anche lui un bambino, dopo essere stato accolto dai Mandaloriani a seguito della morte dei suoi genitori. I due mercenari si recano nella foresta e scoprono le tracce di un AT-ST imperiale, un piccolo camminatore corazzato con pistole pesanti. I due inizialmente suggeriscono di abbandonare la zona ma gli abitanti rifiutano, quindi Omera propone di addestrare i contadini a difendersi. Mando e Cara organizzano l'addestramento, e coordinano lo scavo di una trappola per il camminatore e la costruzione di barricate. Cara propone il piano: provocare gli assalitori per far avvicinare il camminatore e farlo cadere nella buca, a quel punto i mercenari si sarebbero occupati dell'AT-ST e i contadini dei predoni. 
Durante la notte Mando e Cara raggiungono la base dei predoni per provocarli e posizionare degli esplosivi; vengono così inseguiti e inizia la battaglia. Il camminatore inizialmente non avanza abbastanza per cadere nella trappola ed inizia a sparare, mentre i predoni klatooiniani attaccano, quindi, gli abitanti del villaggio. Mentre gli abitanti respingono i predoni come meglio possono, Cara usa il fucile a impulsi del Mandaloriano per colpire la cabina di pilotaggio dell'AT-ST, facendolo cadere nella trappola, poi Mando lo finisce con una carica esplosiva e i predoni fuggono nella foresta. Dopo qualche settimana il Mandaloriano pensa di lasciare il pianeta per trovare un nuovo posto in cui nascondersi, contemplando l'idea di lasciare il bambino nelle mani della comunità, in modo che possa vivere felice e al sicuro. Intanto un cacciatore kubaz della Gilda con un localizzatore e un fucile da cecchino si avvicina e mira il bambino. Cara lo uccide prima che possa sparare e il Mandaloriano, capendo che il pianeta non è più un posto sicuro, saluta Cara e Omera e decide di portare di nuovo con sé il bambino.
- Durata: 39 minuti
- Interpreti comprimari: Gina Carano (Cara Dune).
- Guest star: Julia Jones (Omera), Isla Farris (Winta), Asif Ali (Caben), Eugene Cordero (Stoke), Tiffany Thomas (Contadina di Sorgan 3), Aydrea Walden (Contadina di Sorgan 4), Trula Marcus (Contadina di Sorgan 5), Sala Baker (Capitano dei predoni di Klatooine), Ida Darvish (Proprietaria della casa comune).
- Riconoscimenti: candidato a un Primetime Creative Arts Emmy Award: miglior montaggio video per una serie drammatica single-camera.[8]

Note
- Nel bar, un animale mostra i suoi denti a zanne al Bambino. La creatura si chiama Loth-cat ed è apparsa per la prima volta nella serie animata Star Wars Rebels ed è originaria del pianeta Lothal.[10][11][12]
- Favreau si aspettava che l'episodio fosse difficile da girare a causa della foresta, dell'acqua e del camminatore. Ha scelto Howard credendo che non si sarebbe lasciata intimidire da quanto fosse difficile il compito e ha pensato che avrebbe fatto un ottimo lavoro.[13]
- Pedro Pascal non era presente durante le riprese dell'episodio a causa di precedenti impegni con Re Lear a Broadway. È stato sostituito dagli stuntman, mentre Pascal si è occupato solo del doppiaggio del personaggio in post produzione.[14][15]

## Capitolo 5: Il pistolero
- Titolo originale: Chapter 5: The Gunslinger
- Diretto da: Dave Filoni
- Scritto da: Dave Filoni

### Trama
L'episodio si apre con una battaglia nello spazio che vede coinvolti il mandaloriano e un cacciatore di taglie che tenta di catturarlo. Il mandaloriano riesce a distruggere la nave nemica nonostante quest'ultima abbia arrecato gravi danni al suo mezzo, la Razor Crest, così atterra sul primo pianeta disponibile per far riparare la nave: Tatooine. Al suo atterraggio, Mando capisce che deve cercare un lavoro per poter pagare Peli Motto, la meccanica addetta alle riparazioni. Si reca quindi alla taverna di Mos Eisley, ormai quasi del tutto deserta dopo la caduta dell'Impero, dove incontra un giovane cacciatore di taglie di nome Toro Calican che gli propone un affare: aiutarlo a catturare un'assassina per poter entrare a far parte della Gilda, ricompensandolo con tutto il bottino. L'assassina in questione si chiama Fennec Shand, una mercenaria famosa per aver lavorato al soldo di svariati gruppi criminali (tra cui il cartello degli Hutt).  
Mando accetta con qualche esitazione, dicendo al ragazzo di presentarsi più tardi con due speeder; il mandaloriano dunque lascia il piccolo con Peli e parte alla ricerca della preda con il nuovo compagno. Dopo aver attraversato un deserto popolato da predoni tusken, con i quali Mando riesce a trattare pacificamente, i due trovano il corpo di un altro cacciatore ucciso da Fennec che si rivela un'esca posizionata dall'assissina che li tiene sotto tiro con un fucile da cecchino, da una posizione sopraelevata. Mando propone di attendere il calare del sole e, durante la notte i due cacciatori attraversano la distesa di sabbia che li separa da Fennec, usando delle cariche accecanti per impedire all'assassina di colpirli. Il piano funziona ma, dopo aver catturato Fennec, i cacciatori di taglie notano che ella ha distrutto uno dei due speeder, così il mandaloriano si incammina per cercare un altro mezzo di trasporto, lasciando Toro a fare la guardia alla mercenaria. 
In sua assenza, Fennec mette in testa al giovane cacciatore che ci guadagnerebbe molto di più a consegnare Mando alla Gilda, rivelandogli di come per l'appunto un mandaloriano abbia tradito la Gilda su Nevarro scappando con una preda che si dice sia un bambino. Avendo effettivamente visto il suo socio in compagnia di un bambino quando andò a prenderlo, Toro capisce che ciò che gli dice Fennec è la verità, ma come ringraziamento per l'informazione le spara con un colpo di blaster nel ventre (conscio del fatto che lo avrebbe ucciso se l'avesse liberata). Tornato sul posto, Mando trova l'assassina senza vita e non c'è traccia del suo compagno: capisce quindi che qualcosa non va e torna a Mos Eisley. Al suo arrivo, Toro gli tende un'imboscata tenendo Peli e il piccolo come ostaggi, ma il mandaloriano coglie di sorpresa il suo avversario con un'altra carica accecante e lo uccide. La sua nave è ora riparata, così il disertore della Gilda paga la meccanica utilizzando i soldi di Toro e riparte con il piccolo alla volta dello spazio. Nel mentre, una misteriosa figura (di cui sono visibili solo il mantello e gli stivali) esamina il cadavere di Fennec.
- Durata: 33 minuti
- Interpreti comprimari: Amy Sedaris (Peli Motto), Jake Cannavale (Toro Calican), Ming-Na Wen (Fennec Shand).
- Guest star: Rio Hackford (Riot Mar), Troy Kotsur (Predone tusken ricognitore 1), Steve Jay Blum (Operatore dello spazioporto).
- Cameo: Mark Hamill (Voce originale di EV-9D9).[N 4][16][17]

## Capitolo 6: Il prigioniero
- Titolo originale: Chapter 6: The Prisoner
- Diretto da: Rick Famuyiwa
- Scritto da: Christopher Yost (soggetto); Christopher Yost e Rick Famuyiwa (sceneggiatura)

### Trama
Il Mandaloriano attracca in un porto spaziale in rovina, dove lo attende un suo vecchio compagno di avventure, Ranzar "Ran" Malk. Costui propone a Mando un lavoro: liberare un prigioniero da una nave da trasporto di detenuti della Nuova Repubblica; essendo infatti Razor Crest non registrata negli archivi dell'impero, non è facilmente localizzabile e potrà attraccarsi al convoglio senza destare sospetti. Ad affiancare il protagonista sono quattro compagni di viaggio: Mayfeld, ex tiratore scelto imperiale, armato fino ai denti, il grosso e forzuto Devaroniano Burg, il pilota droide Q9-0 detto "Zero", e Xi'an, una twi'lek maestra dei coltelli e vecchia conoscenza di Mando, con il quale si suggerisce abbia avuto dei trascorsi. Durante il viaggio nell'iperspazio verso la loro destinazione, i nuovi compagni di viaggio di Mando iniziano subito a provocarlo, soprattutto prendendolo in giro per la sua usanza di non togliersi l'elmo. Nella colluttazione che ne segue, Mando finisce inavvertitamente per rivelare il nascondiglio dove aveva posto il bambino.
Arrivati sulla nave della Nuova Repubblica, il gruppo si ritrova ad affrontare dei droidi di sicurezza che vengono prontamente distrutti da Mando. Tuttavia, contrariamente alle informazioni ricevute, la nave non è del tutto sprovvista di equipaggio: nella sala di controllo infatti i cacciatori trovano un soldato della Nuova Repubblica che minaccia di attivare un localizzatore di emergenza per chiamare i rinforzi. Nonostante l'insistenza di Mayfeld, Mando non vorrebbe assassinare un innocente, ma Xi'an lo uccide a tradimento con un pugnale, non prima che l'uomo riesca ad attivare il localizzatore: tra 20 minuti giungeranno i rinforzi della Nuova Repubblica. L'equipaggio salva il prigioniero che si rivela essere Qin, fratello di Xi'an, il quale, d'accordo col resto del gruppo, fa rinchiudere nella sua cella il Mandaloriano come vendetta per averlo un tempo abbandonato al suo destino. Mando riesce ad evadere, attirando un droide di sicurezza e strappandogli il braccio con la chiave delle celle. 
Dopodiché, Din torna nella sala di controllo e attiva i sistemi di emergenza, chiudendo le porte e separando i cacciatori, tagliando inoltre la loro linea di comunicazione con Zero. Mentre il droide sulla Razor Crest cerca il bambino, Mando isola e sconfigge ogni membro dell'equipaggio, quindi cattura Qin, il quale non si era fatto troppi scrupoli ad abbandonare sua sorella. Salito a bordo della Razor Crest, Mando uccide il droide salvando il bambino. Tornato alla base, il Mandaloriano consegna Qin a Ran e parte con i soldi. Ran tenta di inviare una nave da guerra per uccidere il Mandaloriano, ma quest'ultimo aveva messo su Qin il localizzatore della Nuova Repubblica, che invia sul posto un trio di X-Wing che aprono il fuoco sull'hangar. L'ultima scena mostra Mayfeld, Burg e Xi'an che curano le loro ferite in una cella della nave trasporto detenuti, dopo essere stati risparmiati dal Mandaloriano.
- Durata: 41 minuti
- Interpreti comprimari: Mark Boone Jr. (Ranzar "Ran" Malk), Bill Burr (Migs Mayfeld), Natalia Tena (Xi'an), Clancy Brown (Burg), Richard Ayoade (Voce originale di Q9-0), Carl Weathers (Greef Karga), Ismael Cruz Cordova (Qin).
- Guest star: Matt Lanter (Davan), Dave Filoni (Trapper Wolf), Rick Famuyiwa (Jib Dodger), Deborah Chow (Sash Ketter).
- Riconoscimenti: candidato a un Primetime Creative Arts Emmy Award: miglior trucco prostetico per una serie, miniserie, film o speciale.[8] Ha perso contro Star Trek: Picard nell'episodio Cronache di Stardust City.[18]

- Nota: Bill Burr non è un fan di Guerre stellari, ma si è imbattuto in Jon Favreau ad una festa di compleanno e gli è stato offerto un ruolo.[19] Matt Lanter aveva precedentemente doppiato Anakin Skywalker in Star Wars: The Clone Wars e Star Wars Rebels.

## Capitolo 7: La resa dei conti
- Titolo originale: Chapter 7: The Reckoning
- Diretto da: Deborah Chow
- Scritto da: Jon Favreau

### Trama
Durante i suoi viaggi, il Mandaloriano riceve un inaspettato messaggio da Greef Karga, suo vecchio contatto presso la Gilda dei Cacciatori di Taglie, che lui credeva morto. La cittadina della Gilda su Nevarro è stata interamente occupata da soldati Imperiali guidati dal misterioso Cliente, che cerca disperatamente di mettere le mani sul bambino. Greef offre un patto a Mando: usare il bambino come esca per uccidere il Cliente e liberare la città, in cambio Karga cancellerà ogni violazione da lui commessa nei confronti della Gilda e gli permetterà di tenere il bambino. Mando accetta, ma saggiamente decide di tutelarsi e torna a Sorgan per chiedere l'aiuto di Cara Dune. L'ex incursore inizialmente non è del tutto convinta di rischiare la propria vita in quanto, dopo la Battaglia di Endor, ha abbandonato i ribelli e ha commesso alcuni crimini che hanno fatto di lei una ricercata; ma, quando Mando le rivela che il Cliente è un imperiale, Cara cambia subito idea. 
Durante il viaggio, Mando decide di fare sosta ad Arvala-7, sperando di convincere anche il tecnico esperto Kuiil ad unirsi a lui. Kuiil non intende perdere la sua libertà guadagnata con fatica dopo aver lavorato come schiavo dell'Impero, ma accetta, principalmente per proteggere il bambino, e rivela di aver ricostruito e riprogrammato IG-11, non più come un droide assassino ma come un pacifico e servizievole aiutante, ma pur sempre in grado di difendersi all'occorrenza. Mando non è molto convinto dall'idea, dato che non si fida dei droidi e in particolare di IG-11, che era stato programmato per uccidere il bambino; ma acconsente alla richiesta di Kuiil. Durante il viaggio, il bambino, fraintendendo le intenzioni di Cara che stava sfidando Mando a braccio di ferro, dà nuovamente prova dei suoi poteri tentando di strangolare Cara con la Forza (pratica comunemente legata al Lato Oscuro), ma Mando lo ferma appena in tempo. Il gruppo raggiunge Nevarro, e all'arrivo incontrano Karga e i suoi associati, ma durante il viaggio verso la città vengono attaccati da grosse creature volanti (mynock). Greef è ferito al braccio e l'infezione può costargli la vita, ma il bambino usa la Forza per curare la sua ferita.
Poco dopo aver raggiunto la città, Greef spara ai suoi alleati: il suo piano era di uccidere il Mandaloriano e prendere il bambino con la forza ma, dopo che il bambino lo ha salvato da morte certa, il senso di colpa gli ha impedito di portare avanti il suo piano che lo avrebbe condannato ad un destino nelle mani dell'Impero. Il gruppo formula un nuovo piano: Karga farà finta che Cara abbia catturato Mando e tutti e tre entreranno in città per incontrare il Cliente; nel frattempo Kuiil riporterà il bambino sulla nave. Tutto sta andando come da programma, ma durante l'incontro il Cliente riceve una chiamata dal suo diretto superiore: Moff Gideon. Quest'ultimo, consapevole del tranello del Mandaloriano e dei suoi compagni, fa rapidamente circondare l'edificio con schiere di soldati Imperiali, tra cui un gruppo di letali death trooper, che aprono il fuoco e uccidono il Cliente e la sua scorta. Gideon arriva di persona e conferma che il Bambino sarà presto in suo possesso. Nel deserto fuori città, due scout trooper inseguono e raggiungono Kuiil con i loro speeder, prima che possa raggiungere la Razor Crest e fuggire dal pianeta; Kuiil viene ucciso a pochi passi dalla nave e il bambino viene preso dai due soldati imperiali.
- Durata: 38 minuti
- Interpreti comprimari: Carl Weathers (Greef Karga), Gina Carano (Cara Dune), Nick Nolte (Voce originale di Kuiil), Taika Waititi (Voce originale di IG-11), Werner Herzog (Il Cliente), Giancarlo Esposito (Moff Gideon).
- Guest star: Adam Pally (Trooper ricognitore 2), Dave Reaves (Combattente zabrak).
- Riconoscimenti: vincitore di un Primetime Creative Arts Emmy Award: miglior fotografia per una serie single-camera con episodi di mezz'ora.[8]
- Nota: l'episodio presenta diversi soldati imperiali in un'unica scena. Quando il team di produzione si è reso conto di non avere abbastanza tute per i soldati, ha contattato la 501st Legion, un gruppo di fan dedicato al cosplay di stormtrooper, ufficiali imperiali e altri cattivi di Guerre stellari, per ricoprire i ruoli extra.[20]

## Capitolo 8: Redenzione
- Titolo originale: Chapter 8: Redemption
- Diretto da: Taika Waititi
- Scritto da: Jon Favreau

### Trama
Il bambino rapito dai due scout trooper viene tratto in salvo dal droide IG-11, mentre Mando, Greef Karga e Cara Dune cercano disperatamente una via di fuga attraverso le fogne, dove sperano di trovare il nascondiglio dei mandaloriani. La grata per raggiungere le fogne però e troppo spessa e Moff Gideon, dopo averli accerchiati con uno squadrone di stormtrooper, minaccia di far saltare il complesso entro il crepuscolo. Mentre spiega in tutta tranquillità le sue condizioni, Gideon minaccia velatamente i suoi nemici ricordando alcune azioni dell'Impero contro la loro gente, come la distruzione di Alderaan, il pianeta di origine di Cara, o lo sterminio dei Mandaloriani durante la Grande Purga, rivelando altresì il vero nome di Mando ovvero Din Djarin. Mando riconosce quindi Gideon, che era stato un ufficiale della polizia segreta dell'Impero durante l'assedio di Mandalore, il che spiega come mai è a conoscenza del suo vero nome. Mando spiega quindi a Greef che lui non era nato su Mandalore, ma era un trovatello salvato dai Mandaloriani della Ronda della Morte, durante le Guerre dei Cloni. A risolvere la situazione di stallo, giunge IG-11 su uno speeder di uno scout trooper con il bambino, e si scatena uno scontro fuori dal complesso dove molti stormtroopers perdono la vita, e Mando e i suoi riescono ad aprire la via di fuga. 
Mando tenta di attaccare Gideon con una torretta a fuoco rapido degli imperiali, ma Gideon spara al generatore della torretta, causando un'esplosione nella quale il Mandaloriano rimane gravemente ferito. Mentre Mando intima ai suoi compagni di lasciarlo morire, un trooper armato di lanciafiamme, su ordine di Gideon, si dirige contro la squadra, ma il bambino usa la Forza per respingere la fiamma contro il nemico, dando tempo alla squadra di fuggire. IG-11, rimasto solo con Mando, è costretto temporaneamente a togliergli l'elmo per curare le sue ferite; dopo un iniziale dissenso, Mando acconsente: visto che un droide non è un essere vivente con un'anima, levarsi l'elmo davanti a lui non andrà contro il suo credo. Il gruppo si ricongiunge e arriva nel nascondiglio delle fogne, ma lo trovano deserto, salvo per i resti di armature mandaloriane ammucchiate vicino al nascondiglio. Mando e i suoi alleati incontrano l'Armaiola che spiega che dopo essere usciti dallo scoperto per aiutare Mando, hanno rivelato la loro posizione agli imperiali che hanno ucciso la maggior parte di loro. L'Armaiola, vedendo il bambino che aveva salvato Mando dal mudhorn spiega che il suo potere proviene da un antico culto di monaci chiamati "Jedi" che durante il periodo della Vecchia Repubblica, erano nemici dei Mandaloriani. 
Ella spiega che, secondo la tradizione del loro credo, Mando sarà da questo momento il padre del bambino, fino a quando il piccolo non verrà riconsegnato al suo popolo o non avrà raggiunto la maturità. Di conseguenza l'Armaiola affigge il sigillo del mudhorn sullo spallaccio dell'armatura del cacciatore, come simbolo del suo clan e infine gli dona un jet pack. Mentre l'Armaiola rimane nel nascondiglio per rallentare gli imperiali e per recuperare più beskar possibile dalle armature dei compagni caduti, Mando e i suoi amici fuggono navigando un fiume sotterraneo di lava incandescente, ma all'uscita li attende una squadra di trooper. IG-11, il cui protocollo vieta di farsi catturare, decide di sacrificarsi attraversando la lava e facendosi esplodere uccidendo gli assaltatori. All'esterno sopraggiunge Moff Gideon a bordo del suo caccia TIE, e inizia a fare fuoco. Mando usa il jet pack e volando si aggancia al caccia e lo fa saltare con delle cariche esplosive, mandandolo a schiantarsi nel deserto. La squadra è salva ma Mando, pur essendosi riguadagnato un posto nella Gilda, decide comunque di lasciare il pianeta per potersi prendere cura del bambino, mentre Cara, su invito di Greef, decide di rimanere lì e lavorare per lui. Dopo aver seppellito sotto un mucchio di pietre il corpo di Kuiil, trovato nei pressi della sua nave, Mando riparte insieme al bambino, al quale dona un ciondolo con il sigillo dei Mandaloriani.
Dopo la sua partenza, un gruppo di jawa accorre per recuperare i resti del TIE di Moff Gideon, ma questo è sopravvissuto all'impatto, ed esce dai rottami aprendosi un varco con la spada oscura, una particolare spada laser storicamente legata alla cultura Mandaloriana.
- Durata: 46 minuti
- Interpreti comprimari: Taika Waititi (Voce originale di IG-11), Giancarlo Esposito (Moff Gideon), Gina Carano (Cara Dune), Carl Weathers (Greef Karga), Emily Swallow (Armaiola).
- Guest star: Jason Sudeikis (Trooper ricognitore 1), Adam Pally (Trooper ricognitore 2), Aidan Bertola (Din Djarin da bambino), Alexandra Manea (Madre di Din Djarin), Bernard Bullen (Padre di Din Djarin), Brendan Wayne (Guerriero mandaloriano).
- Riconoscimenti: candidato di tre Primetime Creative Arts Emmy Award: miglior doppiaggio di un personaggio (a Taika Waititi come voce di IG-11), miglior attore guest star in una serie drammatica (a Giancarlo Esposito per aver interpretato Moff Gideon) e miglior montaggio video per una serie drammatica single-camera a Jeff Seibenick. Vincitore di un Primetime Creative Arts Emmy Awards: miglior composizione musicale per una serie (a Ludwig Göransson).[8]